# إنابه (ميه)
مدينة إنابه (بالإنجليزية: Inabe) هي أحد المدن التابعة لمحافظة ميه، باليابان. تأسست رسميًا في 01/12/2003. ويقدر عدد سكانها بـ 46676 نسمة حسب تقدير مكتب الإحصاء الياباني لعام 2012. تبلغ مساحة إنابه 219.58 كم2. بكثافة سكانية تبلغ 213 نسمة/كم2.